# علجوم
العُلْجُوم أو ضِفدِع الطين (بالإنجليزية: Toad) حيَوان برمائي غير مصنف، من رتبة عديم الذيل. له عائلات منها Bufonidae علجوم حقيقي ويختلط على بعضهم فلا يميزونه من الضِفدِع؛ لتشابه شكلَيهما، ولكنهما مختلفان،  فالعُلجوم في المناطق البرية؛ لذلك له جسم صُلْب، وجلد ثخين، ولون بني؛ ليتحمل الحرارة، ويموه نفسه في البيئة المحيطة، وأرجله قصيرة مهيأة أكثر للمشي، لا يقفز، والضفدع يقفز، والعلاجم تحفر مواضع بيوضها التي تنزل على شكل سلسلة، وأما الضِفدِع فيضع بيضه في المياه كتلةً واحدة.
((يطلق اسم علجوم أيضاً على ذكر البط، والاتان الكثيرة اللحم العُلْجومُ الماءُ الغَمْرُ الكثير))

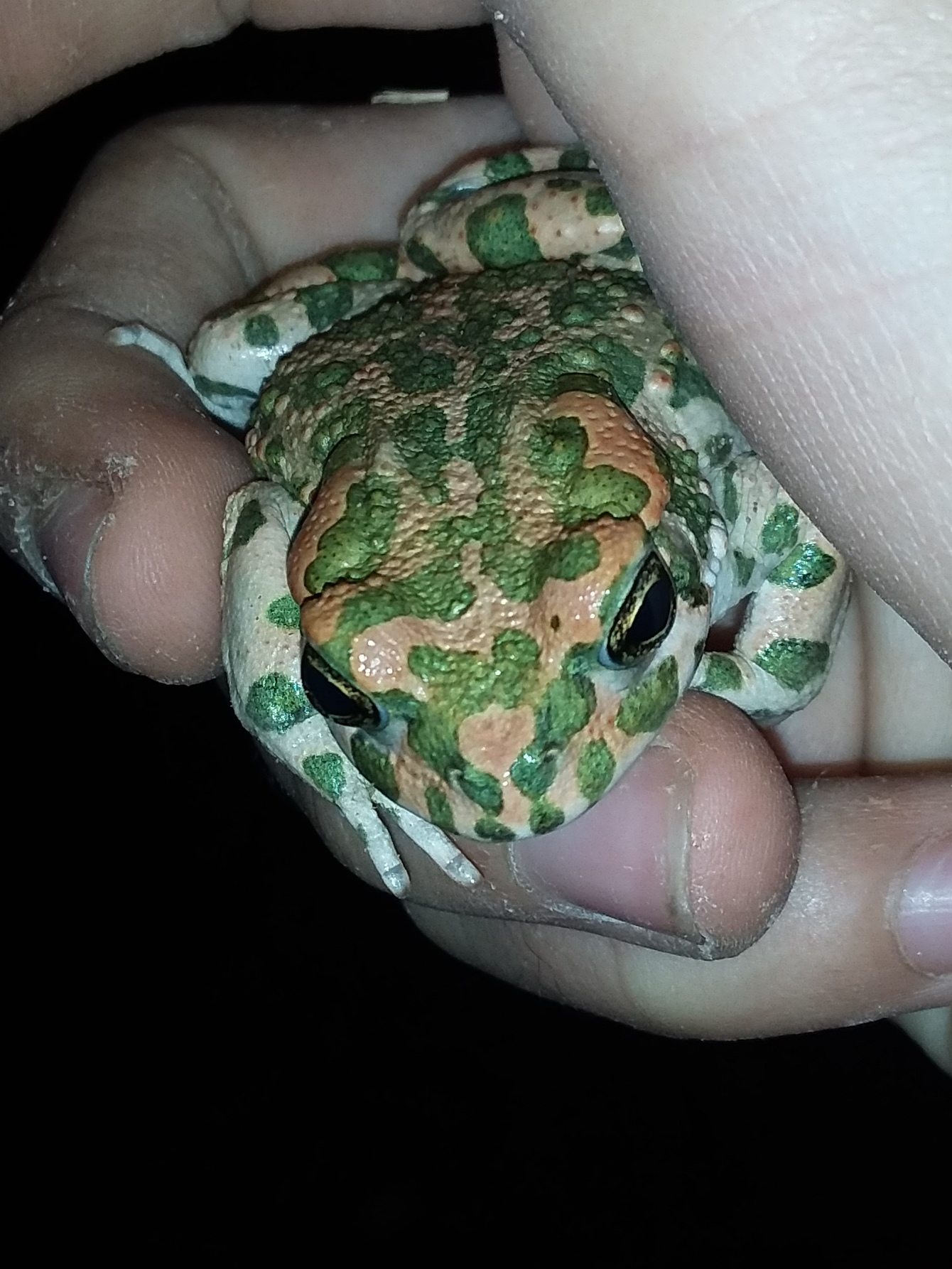
علجوم محول باليد

## الفرق بين العلجوم والضفدع
1. أرجل العلجوم عمومًا أقصر من أرجل الضفدع.
2. يتنقل بالمشي،  والضفدع بالقفز.
3. قفزاته أقصر من قفزات الضفادع.
4. بعيدة عن الماء إلا للتزاوج فيه والتكاثر، خلاف الضفادع ليست ببعيدة عنه.
5. جلده جاف، وجلد الضفدع رَطْب.
6. جلده ذو نتوءات، والضِفدِع أملس الجلد.
7. تفرز العلاجيم سما سيئ الطعم ينفر المفترسات عن أكله.

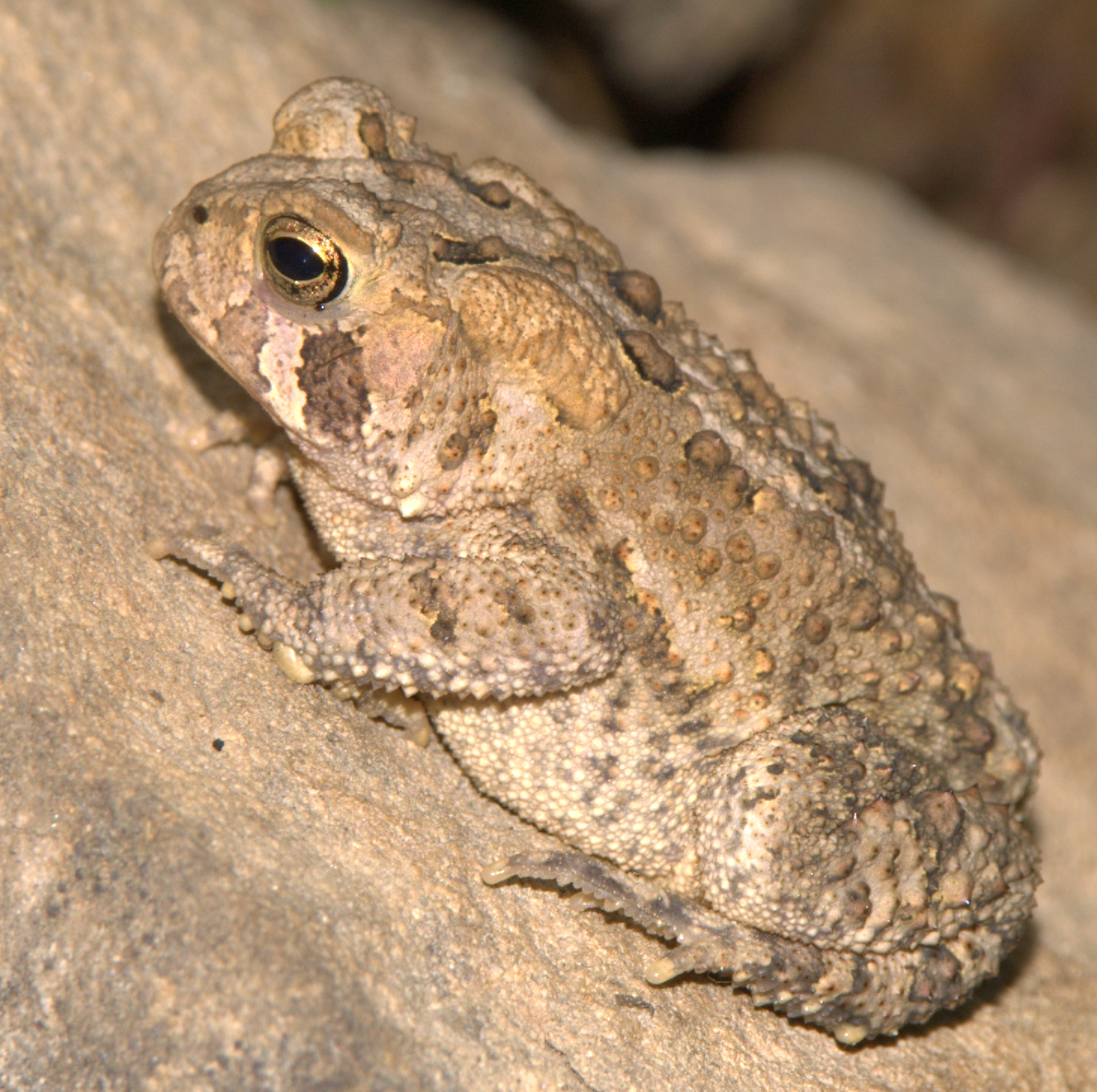
علجوم من نوع Bufo fowleri